# Cerignola
Cerignola (parfois francisé en Cérignole) est une ville italienne d'environ 56 920 habitants (2022) située dans la province de Foggia, dans la région des Pouilles, dans le Sud-Est de l'Italie.
Lors de la troisième guerre d'Italie (1500-1504), Gonzalve de Cordoue, à la tête des Espagnols, y défit les Français placés sous les ordres du duc de Nemours (1503).

## Histoire
Cerignola occupe le site de Furfane, village disparu au Moyen Âge et une halte sur la Via Traiana entre  Canusium et Herdoniae. Elle était  un municipium sous l'Empire romain.
En 1503, s'y déroula la bataille de Cérignole, au cours de laquelle les Espagnols, commandés par Gonzalo de Córdoba, défirent les Français, commandés par Louis d'Armagnac. Victoire qui fit du royaume de Naples une province espagnole.
La ville fut détruite puis reconstruite après un grand tremblement de terre en 1731.
Le 5 mars 2011, c'est dans cette ville que la police italienne a retrouvé le GPS de Matthias Schepp, le père des jumelles suisses Alessia et Livia (enlevées par leur père le 30 janvier 2011 et disparues depuis) qui s'est suicidé sous un train, le but était pour les enquêteurs transalpins d'en savoir plus sur le parcours des jumelles suisses (disparition mystérieuse) et de leur père (suicide).

## Personnalités liées
- Mikelangelo Loconte, chanteur et musicien né le 5 décembre 1973.
- Eugenio Gaddini (1916-1985), médecin et psychanalyste italien y est né.
- Gerado Bevilacqua, politique .
- Luis Add, rappeur.

## Monuments
- La cathédrale Saint-Pierre-Apôtre.
- L'église du Purgatoire, une église construite par les Jésuites à partir de 1578 et fortement rénovée au XVIIIe siècle.
- Piano delle Fosse del Grano, site historique de fosses à grains.
- Le complexe de Torre Alemanna, a été construit par les chevaliers teutoniques, y compris le chœur d'une ancienne église.

## Administration
| Période                                  | Période  | Identité         | Étiquette       | Qualité |
| ---------------------------------------- | -------- | ---------------- | --------------- | ------- |
| 5 avril 2005                             | En cours | Matteo Valentino | Centro-Sinistra |         |
| Les données manquantes sont à compléter. |          |                  |                 |         |

### Hameaux
Borgo Libertà, Borgo Tressanti, Moschella, Pozzo Terraneo

### Communes limitrophes
Ascoli Satriano, Canosa di Puglia, Carapelle, Foggia, Lavello, Manfredonia, Orta Nova, San Ferdinando di Puglia, Stornara, Stornarella, Trinitapoli, Zapponeta

## Jumelage
- Nemours